# Capannaguzzo
Capannaguzzo (Macanìn in romagnolo) è una frazione compresa tra i comuni italiani di Cesena e Cesenatico, nella provincia di Forlì-Cesena, in Emilia-Romagna.

## Geografia fisica
Capannaguzzo è situata in pianura a 9 metri sul livello del mare, e dista 11 km dal centro di Cesena. È attraversata dal Rio Mesola del Montaletto.
Le frazioni limitrofe sono Calabrina a 3 km, Gattolino a 4 km, Pioppa a 3 km. Fa parte del quartiere Al Mare. 

## Storia
Il più antico toponimo in zona, San Pellegrino, fu gradatamente soppiantato (XV secolo) da Capannaguzzo, affiancato dal nome popolare di Macanìn, derivato probabilmente da "macanno", termine usato in epoca medioevale per designare strade e viottoli interpoderali, e richiamato nella toponomastica locale nella via Maccanino.

## Monumenti e luoghi d'interesse
- San Giovanni Bosco, chiesa parrocchiale della frazione, è stata costituita parrocchia autonoma il 15 aprile 1958.